# Jakub Prokop
Jakub Prokop (Bratislava, 21 de agosto de 1998) es un jugador de balonmano eslovaco que juega de lateral izquierdo en el Balonmano Torrelavega. Es internacional con la selección de balonmano de Eslovaquia.
Su primer gran campeonato con la selección fue el Campeonato Europeo de Balonmano Masculino de 2022.

## Clubes
| Club                  | País       | Año         |
| --------------------- | ---------- | ----------- |
| SKP Bratislava        | Eslovaquia | 2016 - 2019 |
| HKM Sala              | Eslovaquia | 2019 - 2020 |
| Budakalász            | Hungría    | 2020 - 2021 |
| BM Nava               | España     | 2021 - 2024 |
| Balonmano Torrelavega | España     | 2024 - Act. |